# Філіпс Воуверман
Філіпс Во́уверман (24 травня 1619, Гарлем — 23 травня 1668, Гарлем) — нідерландський художник доби бароко, один з універсальних живописців Золотої доби голладнського живопису. Його картини користувалися попитом ще при житті автора, але ще популярнішими стали в XVII столітті.
Народився в місті Гарлем на Заході Нідерландів. Навчався в батька Паулюса Юстена Воувермана (його картини не збереглися). У 1638 році від'їжджає в Гамбург, щоб одружитися з дев'ятнадцятирічною дівчиною-католичкою. Через два роки повертається до Гарлема. Ймовірно, навчався у Франса Галса (це не знайшло відображення на його творчості). На художній стиль Воувермана вплинула діяльність Пітера ван Лара (його італьянізовані пейзажі). У 1645 році згадується як голова Гільдії св. Луки міста Гарлема. Імовірно, Воуверман був заможним — про це свідчить той факт, що посаг його доньки Людовіки в 1672 році становив 20 тис. флоринів.

## Творчість
Стилістичну еволюцію Воувермана прослідити важко через те, що більшість його картин не датовано. Рух на роботах підкреслюється за допомогою мініатюризації зображення, динаміці похмурого неба. Основні характеристики стилю Воувермана — вишуканість палітри, витончена гра світлотіні.
Умовно спадщину художника можна поділити на:
1). Пейзажі (стає одним із найобдарованіших пейзажистів гарлемської школи. Зображує види дюн, що виділяються на фоні неба, річні, зимові пейзажі);
2). Батальні сцени, зображення наїзників та мисливців (проявляє себе як анімаліст);
3). Жанрові сцени з життя простих людей

## Обрані твори (галерея)

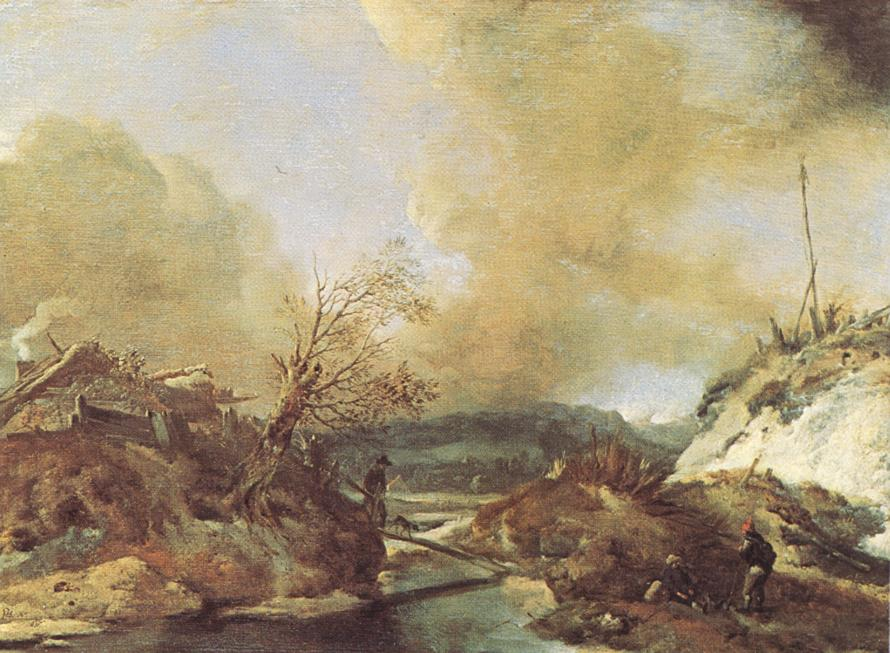
Пейзаж із дюною, 1645-1650
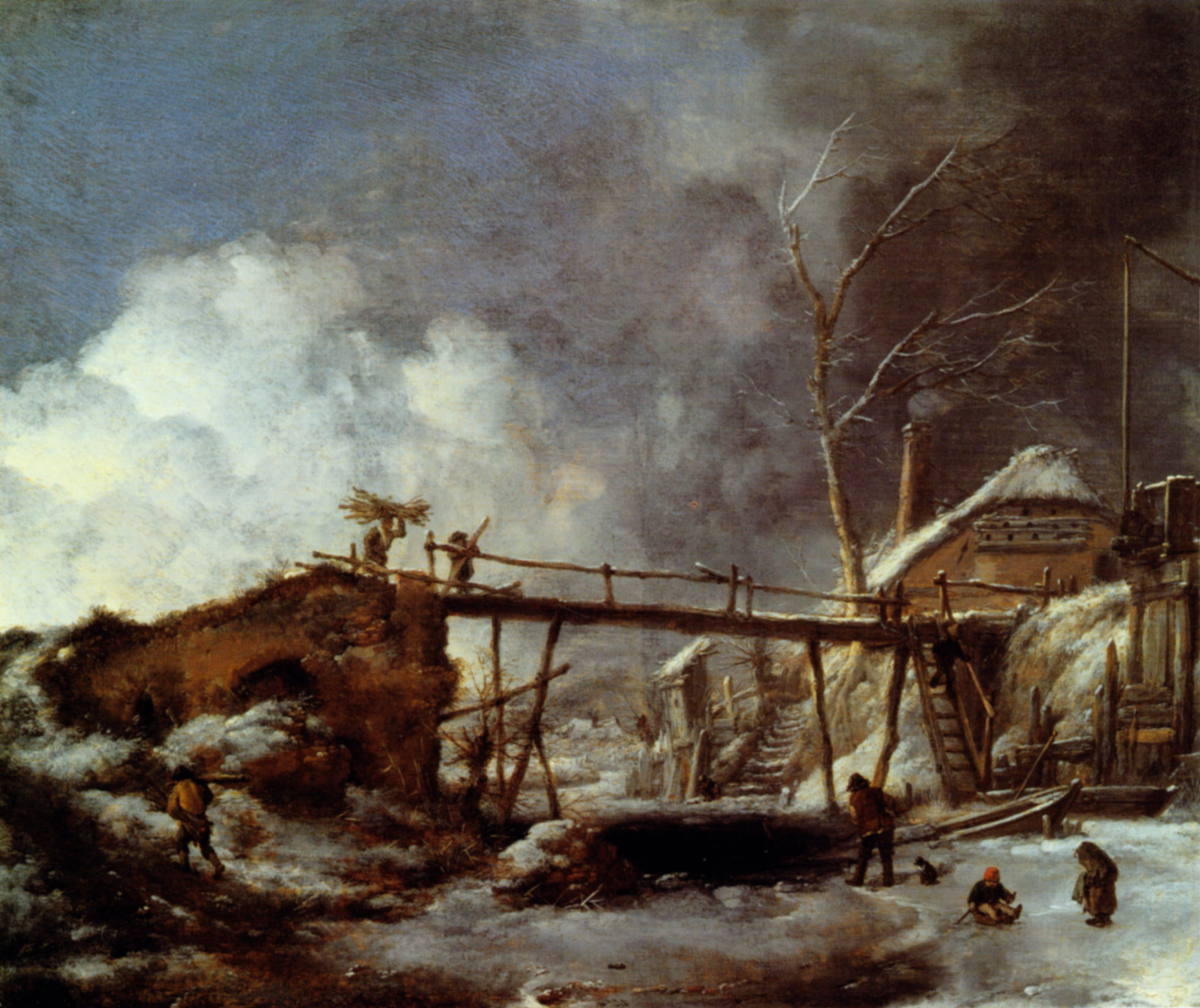
Зимовий пейзаж із дерев'яним мостом, 1640
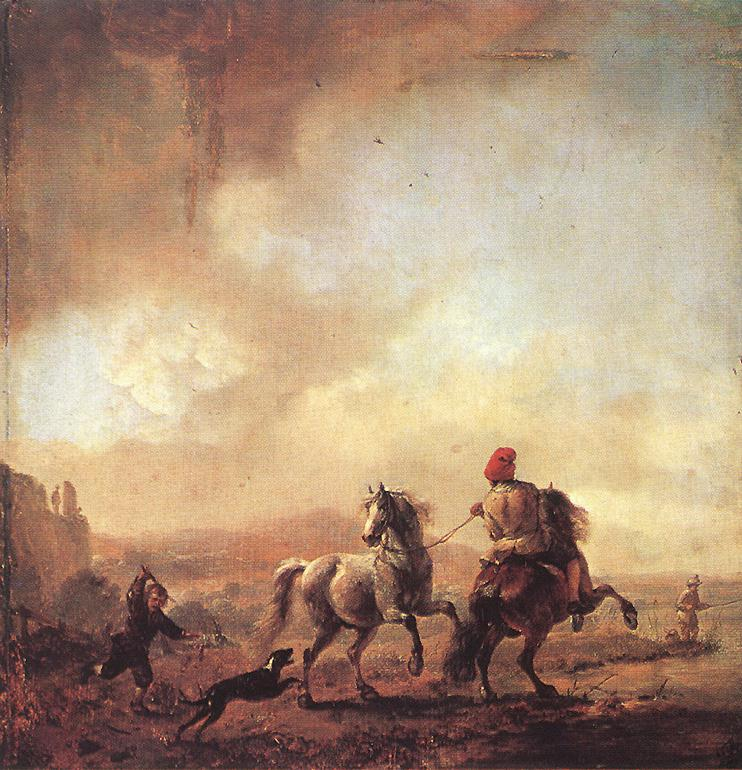
Два коня (Собака, що атакує коня і вершника), Національний музей Прадо, Мадрид
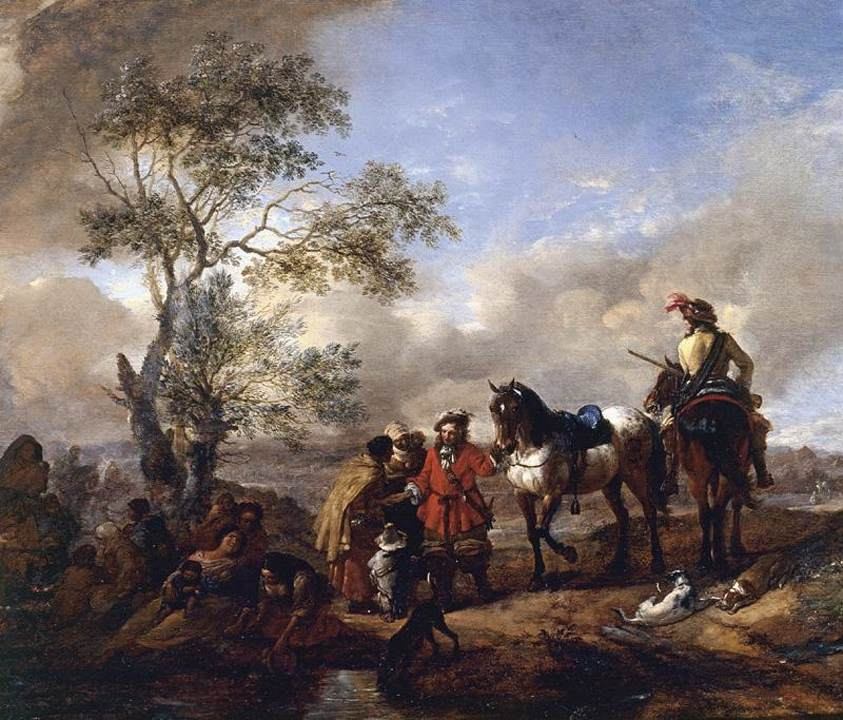
Зупинка в циганському таборі